# 24.11.94
24.11.94 – singel grupy Golden Life wydany w 1995 roku w hołdzie ofiarom pożaru w hali Stoczni Gdańskiej z 24 listopada 1994 roku (stąd tytuł utworu).

## Wykorzystanie

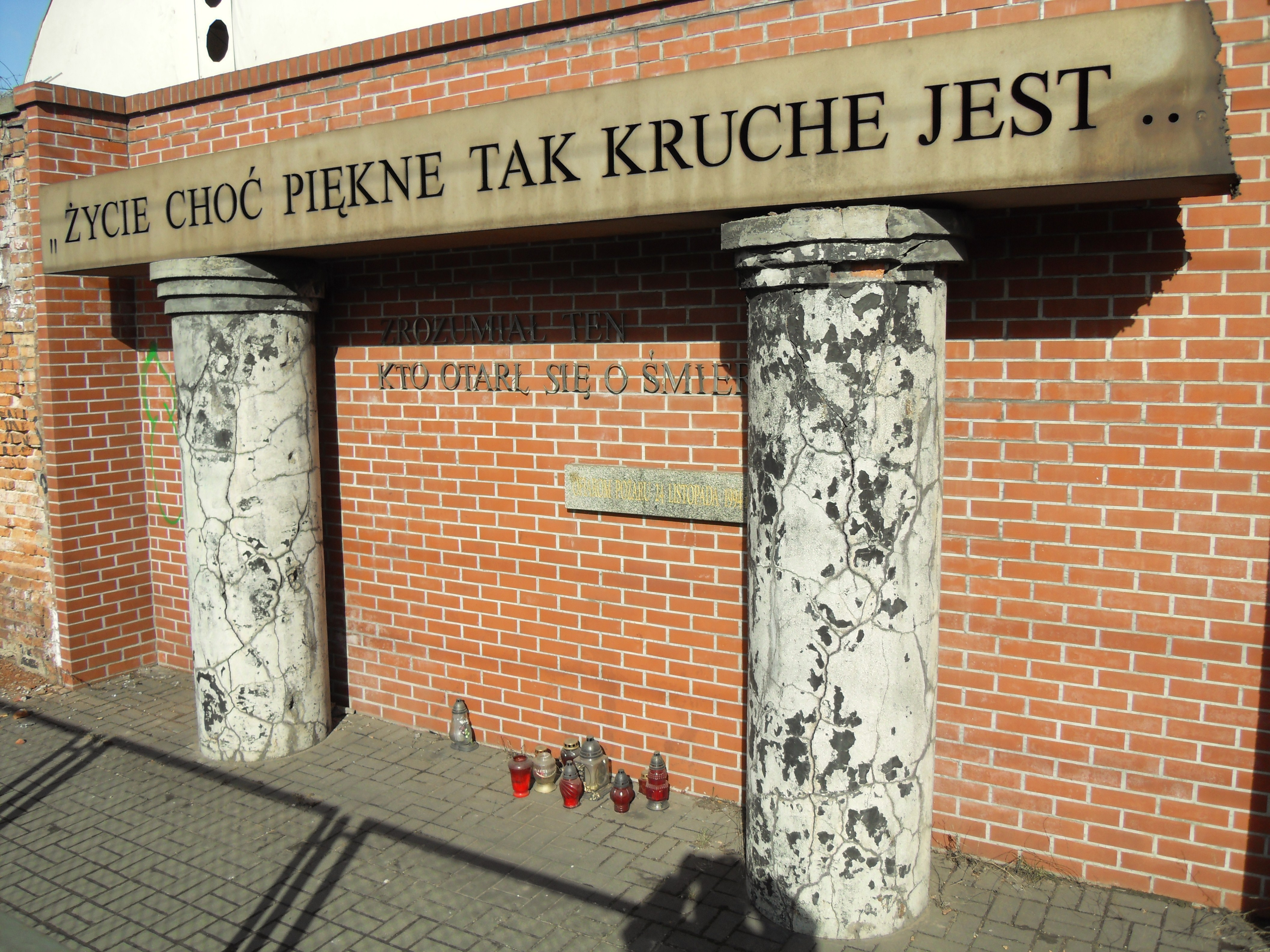
Cytat z fragmentu utworu 24.11.94 – „Życie choć piękne, tak kruche jest, zrozumiał ten, kto otarł się o śmierć…” na pomniku ofiar pożaru w hali widowiskowej Stoczni Gdańskiej

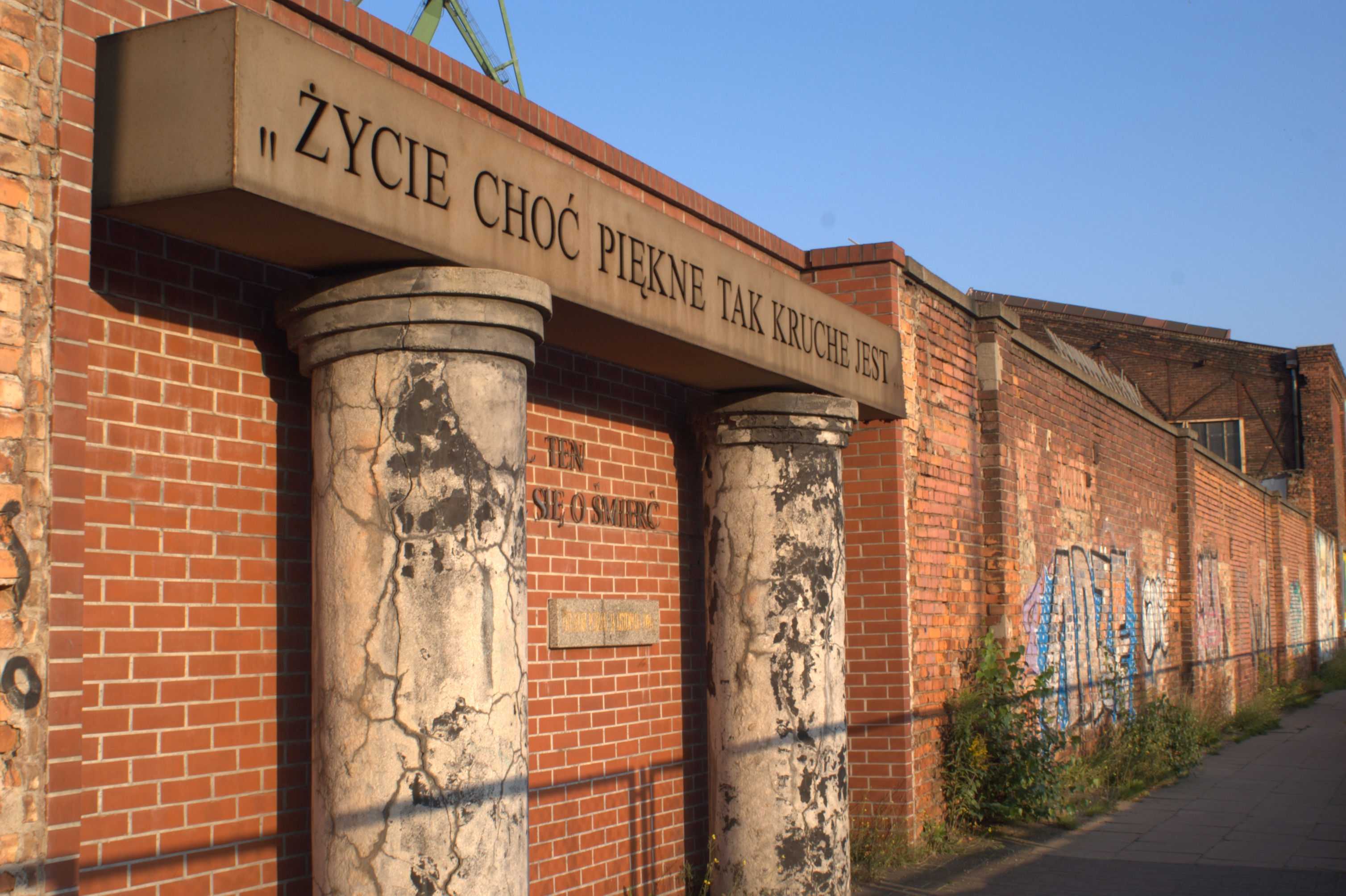
Cytat z fragmentu utworu 24.11.94 – „Życie choć piękne, tak kruche jest, zrozumiał ten, kto otarł się o śmierć…” na pomniku ofiar pożaru w hali widowiskowej Stoczni Gdańskiej

Fragment tekstu piosenki „Życie, choć piękne, tak kruche jest, zrozumiał ten, kto otarł się o śmierć…” został wykorzystany między innymi na pomniku ofiar katastrofy, którą upamiętnia.

## Teledysk
W wideoklipie śpiewając refren wystąpili m.in.: Anja Orthodox, Edyta Geppert, Violetta Najdenowicz, Artur Gadowski, Grzegorz Skawiński, Zbigniew Man (Roan), Andrzej Piaseczny, Grzegorz Markowski, Tomasz Lipnicki, Tomasz Olejnik, Muniek Staszczyk.

## Pozycje na listach
| Lista                            | Pozycja |
| -------------------------------- | ------- |
| Lista Przebojów Trójki           | 1       |
| Szczecińska Lista Przebojów      | 1       |
| Lista Przebojów Wietrznego Radia | 3       |